# 瓦尔邦
瓦尔邦是葡萄牙波尔图区的一个城市，隶属贡多马尔市镇。总面积4.39平方公里，总人口14407人（2011年），人口密度3282人/平方公里。2004年12月9日，瓦尔邦升格为城市。